# ویلیام ای. داریتی جونیور
ویلیام ای. داریتی جونیور (.William A. Darity Jr) (متولد ۱۹ آوریل ۱۹۵۳ میلادی)، اقتصاددان و محقق آمریکایی است. تحقیقات داریتی مربوط به حوزه‌هایی چون تاریخ اقتصاد، توسعه اقتصادی و نظریه پول می‌شود، اما حجم عمده تحقیقات وی وقف نابرابری در بستر نژادی گردیده‌است. داریتی به‌طور خاص به خاطر مقاله ۲۰۰۵ خود در «ژورنال اقتصاد و مالیه» به «بنیانگذار اقتصاد لایه‌ای» معروف شده‌است. علایق متعدد تحقیقاتی او شامل این موارد نیز می‌شود: پراکندگی آفریقاییان، اقتصاد تاوان‌های سیاه، اختلالات اضطراب پس از سانحه گروه-محور و سیاست اجتماعی و اقتصادی و رابطه‌شان با نژاد و قومیت‌گرایی. او را به دلیل مورد اخیر به این صورت توصیف نموده‌اند: «شاید بتوان گفت از محققین پیشروی کشور در زمینه اقتصاد نابرابری نژادی باشد».
او اکنون استاد «دوبویس کوک» در سیاست عامه مدرسه استنفوردِ دانشگاه دوک است؛ همچنین او در دوک استاد مطالعات آفریقاییان و آفریقاییان-آمریکاییان، اقتصاد و هدایتگر «مرکز برابر اجتماعی ساموئل دوبویس کوک» است. او پیش از آن استاد «کری سی. بوشامر» در اقتصاد و جامعه شناسیِ دانشگاه کارولینای شمالی بوده‌است. داریتی محقق بازدیدکننده در هیئت فرمانداران فدرال رزرو در ۱۹۸۴ بوده و از ۱۹۸۹ تا ۱۹۹۰ عضوی از «مرکز علوم انسانی ملی» بوده‌است. او رئیس پیشین «انجمن اقتصادی جنوبی» بوده‌است.

## اوان زندگی و تحصیلات
ویلیام ای. «سندی» داریتی جونیور در نورفولک، ویرجینیا بدنیا آمد و عمدتاً در امهرست، ماساچوست پرورش یافت. پدر او، ویلیام ای. داریتی سنیور در دانشگاه کارولینای شمالی امانت‌دار بود. داریتی جونیور مدرک کارشناسی‌اش را با درجه عالی «اگنا کام لاود» از دانشگاه براون در ۱۹۷۴ میلادی کسب نمود و در آنجا افتخاراتی را در اقتصاد و علوم سیاسی بدست آورد. او عنوان «محقق مارشال» را پس از مدرسه کارشناسی کسب نمود و دو سال مطالعاتی را در این دوره در مدرسه اقتصاد و علوم سیاسی لندن سپری نمود. او در ۱۹۷۸ میلادی دکترایش را در مؤسسه فناوری ماساچوست در زمینه اقتصاد تکمیل نمود.

## حرفه آکادمیک
داریتی در ۱۹۸۰ میلادی مبدل به اقتصاددان شاغل در دپارتمان تحقیقاتی اتحادیه ملی شهری شد. او دوره طولانی را به عنوان استاد دانشگاه کارولینای شمالی در چپل هیل در ۱۹۸۳ میلادی آغاز نمود. سپس محقق بازدیدکننده در هیئت مدیره فدرال رزرو در ۱۹۸۴ میلادی بود.
داریتی به عنوان یک هدایتکر در هیئت تعدادی از سازمان‌ها خدمت نموده‌است. او از ۱۹۸۹ تا ۱۹۹۰ میلادی عضوی از مرکز علوم انسانی ملی بوده‌است. سپس از ۱۹۹۳ تا ۱۹۹۶ عضوی از کمیته اجرایی «انجمن اقتصاد آمریکا» و در ۱۹۹۷ رئیس انجمن اقتصاد جنوبی بوده‌است. همچنین او رئیس اسبق «انجمن اقتصاد ملی» بوده‌است.
او به عنوان استاد در کالج گرینل، دانشگاه مریلند، کالج پارک در دانشگاه تگزاس در آستین، کالج سیمونز در بوستون و کالج کلیرمونت مک‌کنا خدمت نموده‌است. او از ۲۰۰۳ تا ۲۰۰۵ استاد وقف‌شده ویلیام و کامیل کازبی در کالج اسپلمن بوده‌است. همچنین در مدرسه اقتصاد و علوم سیاسی لندن، دانشگاه تولسا و «سنترو دی اکسلنسیا امپرساریال» (مونتری، مکزیکو) تدریس یا خدمت نموده‌است.
داریتی در ۲۰۱۲ میلادی جایزه وسترفیلد را از انجمن اقتصاد ملی با بالاترین افتخارات دریافت نمود. دریافت‌کنندگان پیشین شامل برنده جایزه نوبل، سر دبلیو. آرتور لویس، فیلیس آن والاس و مارکوس الکسیس بوده‌است. همچنین او در کنفرانس تابستانی «خط لوله مربی‌گری» در ۲۰۱۶ میلادی مفتخر به عنوان «مدرس برجسته لویس-اوکزاکا» در انجمن اقتصاد آمریکا شد.

### دانشگاه کارولینای شمالی
داریتی پس از ملحق شدن به کارمندان در دانشگاه کارولینای شمالی در ۱۹۸۳ میلادی، استاد «کری سی. بوهامر» در اقتصاد و جامعه‌شناسی شد. او اقتصاد تدریس کرد و استاد محقق سیاست عمومی، مطالعات آفریقایی و آفریقایی-آمریکایی و اقتصاد بود. او برنامه‌های افتخارات فارغ کارشناسی و مطالعات پسا کارشناسی را در دپارتمان اقتصادی هدایت کرد.
او در ۲۰۰۱ میلادی به عنوان هدایتگر تحقیقات آفریقایی-آمریکایی در مؤسسه UNC منصوب گشت. این مؤسسه مأموریت خود را بدین صورت اعلام نموده‌است: کمک در رهبری بررسی تحقیقاتی در جنبه‌های زندگی سیاهپوستان و همچنین سیاست‌های عمومی و خصوصی و برنامه‌هایی که بر روی زندگیشان اثرگذار اند.

### دانشگاه دوک
تا ۲۰۱۲ میلادی، داریتی استاد هنرها و علوم سیاست عمومی در مدرسه استنفورد دانشگاه دوک بوده‌است. همچنین او رئیس دپارتمان مدرسه در مطالعات آفریقایی و آفریقایی-آمریکایی و اقتصاد، استاد محقق مطالعات سیاست عمومیشان و هدایتگر شبکه تحقیقاتی در نابرابری نژادی و قومیتی بوده‌است.

## انتشارات
داریتی ویرایشگر ارشد ویرایش جدید «دانشنامه بین‌المللی علوم اجتماعی» در ۲۰۰۸ میلادی بوده‌است که در مرجع مک‌میلان انتشار یافته. او ویرایشگر مشترک تعدادی از کتب شامل این موارد بوده‌است: «مرزهای قبیله و رنگ: مقایسه‌های فراملیتی ناهمخوانی درون-گروهی (۲۰۰۳)».
او کتبی را به‌طور مشترک تألیف نموده‌است همچون کتب درسی «اقتصاد کلان» (۱۹۸۴) و «اقتصاد، اقتصاددانان و انتظارات: ریزمؤسسات برای کلان-کاربردها» (۲۰۰۴) و بیش از ۱۲۵ مقاله را در انتشاراتی‌هایی چون «بازبینی اقتصاد آمریکا» و «ژورنال چشم‌اندازهای اقتصادی» منتشر نموده‌است. همچنین تحقیقات او در «رادیوی عمومی ملی» (NPR) و PBS بازتاب یافته‌است. داریتی همچنین مؤلف مشترک «از اینجا تا برابری: جبران غرامت‌هایی برای آمریکاییان سیاه در قرن بیستم میلادی» نیز بوده‌است.

## تحقیقات

### تمرکز
تحقیقات اقتصادی داریتی در موضوعات گسترده‌ای بوده‌است، اما بسیاری از تحقیقات او عمدمتاً بر روی این موضوعات بوده‌اند: لایه‌بندی اقتصادی، نابرابری اقتصادی، خروجی‌های بازار کار و «بازار ازدواج»، کاست و نژاد، جوانی گسسته، تنوع قومیتی و نزاع و حق تصدی شغل در مقابل تجربه کار. او به‌طور خاص بحران‌های مالی در کشورهای در حال توسعه، نظریات شمال-جنوب توسعه و تجارت و انقلاب صنعتی را مورد مطالعه قرار داده‌است. همچنین او تجارت بردگان فرا-آتلانتیک یا چیزی که به آن پراکندگی آفریقاییان می‌گویند را نیز مطالعه نموده که به بررسی پراکندگی آفریقاییان و اثراتش بر تجارت برده می‌پردازد. همچنین او بیان نموده‌است که بسیاری از تاریخ ثبت یا تحلیل نشده و نیاز است که شکاف‌های دانشی پر شده و علت و معلول‌ها در زمان‌های مدرن تحلیل گردد.
او به عنوان نظریه‌پرداز و محقق، اثرات روان‌شناختی-اجتماعیِ قرار گرفتن درمعرض این موارد را نیز مورد مطالعه قرار داده‌است: بیکاری، اختلال اضطراب پس از سانحه گروه-محور، مدرسه و شکاف نژادی در دستیابی به موفقیت، «پیگرد» نژادی در مدارس، اقتصاد بران غرامت‌های سیاهان و سیاست‌های اجتماعی و ارتباطشان با نژاد و قومیت. اخیراً او بر روی درکش از «گسستگی» بین علوم اجتماعی و علوم انسانی تمرکز کرده‌است، بخصوص در حوزه ادبیات غیر-داستانی آفریقایی-آمریکایی و فیلم.

### مطالعات قابل توجه

#### گزارش رویدادها
داریتی یکی از سه هدایتگران و نویسندگان مطالعه‌ای بود که متوجه شد مخاطبان سفیدپوست مورد مطالعه تمایل دارند تا رویدادهای بدرفتاری در محل کار را بیش از آنچه که واقعاً هست گزارش کنند در حالی که کارکنان سیاهپوست از بدرفتاری یا آگاه نیستند یا احتمال این که گزارششان نمایند کمتر است.

#### برنامه پیوندهای بچه‌ها
داریتی با اقتصاددان، داریک همیلتون، برنامه باز-توزیع ثروت فدرالی را ارائه نمود که هدف آن صلاح شکاف نژادی ثروت است. این برنامه که به آن «پیوندهای بچه‌ها» می‌گویند، اوراق قرضه با پشتیبانی حکومت را برای تولد هر بچه‌ای طلب می‌کند که در فقر تولد یافته تا بدین طریق هنگامی که به سن هجده سالگی می‌رسد، آن اوراق از حالت رهن درآیند.

#### رنگ پوست و ازدواج
داریتی در ۲۰۰۹ میلادی همراه با آرتور گولدسمیت و داریک همیلتون مقاله‌ای را تحت عنوان «پرتو افکنی بر روی ازدواج: اثر روشنایی پوست بر روی ازدواج برای زنان سیاه» در «ژورنال رفتار اقتصادی و سازمان» منتشر نمودند. این مطالعه متوجه شد که زنان آمریکایی سیاهپوستی که رنگ روشنتری دارند، احتمال بیشتری دارد که دارای شوهر سیاپوستی با وضعیت بهتر اجتماعی شوند تا زنانی که رنگ پوست تاریک تری داشته و به تحلیل نظریات اجتماعی پرداخته‌اند که می‌تواند این مسئله را توضیح دهد.

#### نرخ‌های بیکاری
همچنین رسانه‌ها از او به عنوان متخصص استراتژی‌های سیاسی باراک اوباما در رابطه با نرخ‌های بیکاری و سیاست اقتصادی یاد می‌کنند. داریتی در اکتبر ۲۰۱۱ میلادی، استراتژی اقتصادی اوباما را اینگونه نقد کرد: «رشوه به سکتور خصوصی برای بازگرداندن مردم به کار. امیدوار بودم که تلاش‌هایی جهت ایجاد برنامه وجود داشته باشد، تلاش‌هایی برای داشتن برنامه ایجاد مستقیم شغل که دولت فدرال به‌طور مستقیم مردم را به کار بازگرداند».
داریتی در فوریه ۲۰۱۲ میلادی از طریق «هیل» در واکنش به گزارش دولتی که ادعا می‌کرد بیکاری سیاهان در ایالات متحده از ۱۵٫۸٪ به ۱۳٫۶٪ کاهش یافته‌است، مطالب انتقاد آمیزی منتشر ساخت. به گفته داریتی، این کاهش نرخ بیکاری احتمالاً بیشتر نتیجه افزایش شدید در از بیرون رفتن سیاهان از نیروی کار است و لذا در آمار بیکاری سیاهان در نظر گرفته نمی‌شوند. داریتی نوشت که «اگر نسبت بزرگی از اشخاص از نیروی کار سیاهان خارج شوند، این قضیه می‌تواند نرخ [بیکاری] سیاهان را بدون هرگونه اشتغال عمده جدیدی کاهش دهد.»
او در ۲۰۱۲ میلادی در پاسخ به بحران درازمدت اقتصادی، درخواست برنامه ضمانت شغلی فدرال را کرد، برنامه‌ای تحت عنوان «شرکتهای سرمایه‌گذاری استخدام ملی» که تضمین کنند تمام شهروندان آمریکایی بالای ۱۸ سال دارای درآمد سالانه ۲۰ هزار دلاری و همچنین مزایای ۱۰ هزار دلاری شامل پوشش پزشکی و ذخیره بازنشستگی باشند.

## زندگی شخصی
زندگی داریتی در دورهام، کارولینای شمالی با خانواده‌اش. او سازدهنی را در یک گروه محلی بلوز می‌نواخت.